# Чемпионат России по женской борьбе 2014
Чемпионат России по женской борьбе 2014 года проходил с 29 по 31 мая в Новочебоксарске.

## Медалисты
| Весовая категория | Золото                                     | Серебро                                                  | Бронза                                                                            |
| ----------------- | ------------------------------------------ | -------------------------------------------------------- | --------------------------------------------------------------------------------- |
| До 48 кг          | Алина Морева Брянская область              | Валерия Чепсаракова Кемеровская область                  | Елена Вострикова Красноярский край Дарья Лексина Краснодарский край, Москва       |
| До 53 кг          | Мария Гурова Московская область            | Наталья Малышева Хакасия                                 | Стальвира Оршуш Бурятия Любовь Сальникова Кемеровская область                     |
| До 55 кг          | Ирина Ологонова Москва, Бурятия            | Ольга Хорошавцева Красноярский край                      | Ирина Кисель Кемеровская область Виктория Шульгина Санкт-Петербург, Пермский край |
| До 58 кг          | Валерия Коблова Московская область         | Оксана Нагорных Ленинградская область, Иркутская область | Дарья Богданова Иркутская область Екатерина Вьюнова Москва                        |
| До 60 кг          | Жаргалма Цыремпилова Бурятия, Москва       | Светлана Липатова Татарстан                              | Анна Максимова Москва Мария Люлькова Московская область                           |
| До 63 кг          | Инна Тражукова Москва, Ульяновская область | Валерия Лазинская Московская область                     | Юлия Пронцевич Красноярский край Ирина Богданова Иркутская область                |
| До 69 кг          | Дарима Санжеева Москва, Бурятия            | Анастасия Братчикова Московская область                  | Ксения Буракова Красноярский край Татьяна Морозова Москва                         |
| До 75 кг          | Екатерина Букина Москва, Иркутск           | Алёна Перепёлкина Санкт-Петербург                        | Алёна Афанасьева Новосибирская область Алёна Стародубцева Красноярский край       |